# Arco de Ladrillo
El Arco de Ladrillo es un monumento singular en la ciudad de Valladolid, España. Se trata de un arco sobre las vías del ferrocarril Madrid-Hendaya, cercano a la Estación de Valladolid-Campo Grande. Fue construido en 1856, y se levantó inmediatamente antes del tendido de las vías, por lo que puede ser considerada la primera construcción ferroviaria de la ciudad, prólogo de la llegada del ferrocarril a Valladolid.

## Características
Salva todo el espacio de las vías trazando un arco escarzano de 30 m de luz y 23 metros de radio de curvatura central, más tendido en el trasdós, para unirse a los estribos. Hay que destacar la limpieza de la forma, fundiendo arco y contrafuertes. Sus bases no son simétricas, una de ellas tiene unas dimensiones de 6,50 metros de ancho y 2,60 metros de alto mientras que la otra es más ancha, con 6,62 metros, pero también más baja, 1,71 metros. El proyecto original definía la simetría en sus bases; la actual asimetría se debe a errores de replanteo de la cimbra durante su ejecución y los pequeños ajustes tras el descimbrado.
Todo la estructura consta de 147.276 ladrillos macizos, con un peso de 800 toneladas, dispuestos en hiladas transversales, salvo en los estribos, donde son horizontales. Del total, 34.680 ladrillos son visibles y cada uno de ellos mide 22,2 centímetros de largo, 14 de ancho y 5 de alto. Hay más datos, confirmados este año. La base de los estribos es, en parte, de mampostería careada. Su cara superior está enfoscada, probablemente para mejorar su impermeabilidad. 
Sin utilidad práctica conocida, posiblemente fue construido como un alarde, consecuencia de la rivalidad entre hierro y ladrillo a finales del siglo XIX y principios del siglo XX. Hay varias versiones diferentes sobre su origen: García Valladolid lo atribuye a Julián Sánchez, como encargo de la Compañía de los Caminos de Hierro del Norte de España, como modelo de cómo tenían que ser los arcos que se colocarían en la boca de los túneles; también se atribuye al ingeniero Venancio del Valle; algunos creen que se construyó en honor a la reina Isabel II cuando vino a Valladolid a inaugurar las obras del ferrocarril, pero esto ha de ser falso, por ser el Arco anterior al ferrocarril; otras fuentes afirman que el arco sirvió para construir la cimbra de algún puente ferroviario, sobre el Duero o como modelo general; pero, probablemente, la más creíble es la que lo atribuye a Joaquín Fernández Gamboa, con motivo de una exposición, para demostrar la calidad y resistencia del ladrillo producido en su fábrica.
Produce el fenómeno acústico de que dos personas colocadas a sus extremos, por el interior de cada uno de los estribos y hablando en voz natural, se oyen perfectamente la una a la otra, sin que una tercera puesta en centro perciba lo que dicen; ya que el intradós de la fábrica conduce el sonido de forma muy eficaz.
El futuro de esta singular construcción estuvo en entredicho, puesto que las obras de soterramiento del ferrocarril a su paso por la ciudad iban a haber obligado a su desmontaje y traslado, operación compleja para una estructura de ladrillo. Sin embargo, con la cancelación del proyecto de soterramiento, su continuidad parece garantizada, incluso con una posible restauración si finalmente se reemplaza el viaducto anexo por un túnel.

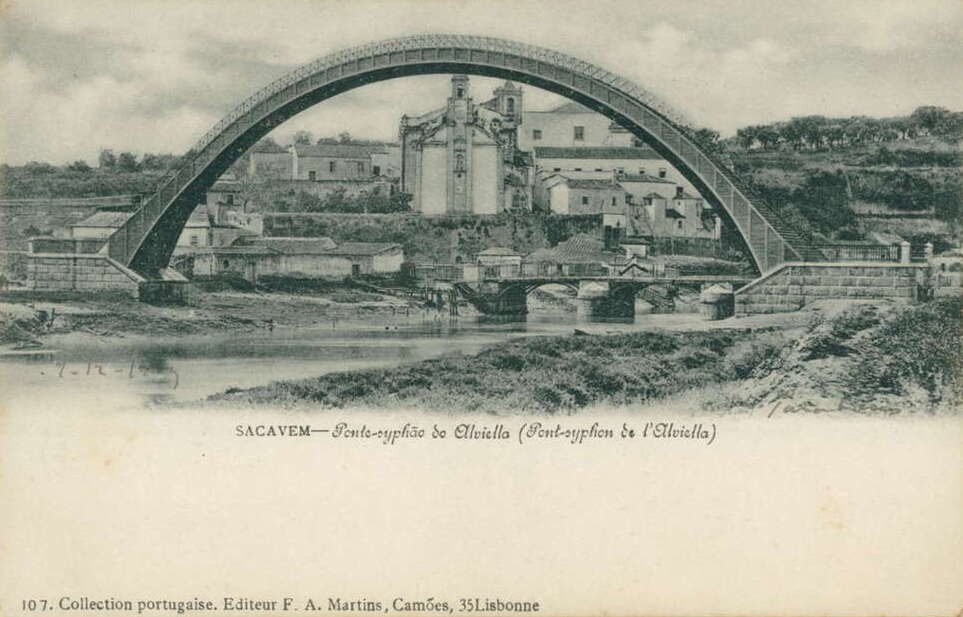
Imagen del Sifón de Sacavém.

En realidad se trata de una estructura de ingeniería hidráulica muy común en la Europa del siglo XIX y primera mitad del XX cuya finalidad consistía en que una conducción de agua salvase un obstáculo, ya fuera natural o no; es decir, una modalidad de sifón que supera el accidente apoyado en una estructura en forma de arco. En el presente caso, se realiza como obra auxiliar de la plataforma ferroviaria; por motivos que no constan en la documentación conservada, el proyecto no entró en funcionamiento o fue desechada su utilidad poco después, conservándose, por tanto, solo la obra maciza o arco soporte (de ladrillo en el presente caso) sin los complementos que se suelen añadir para la conducción del agua apoyados en el mismo. Un ejemplo similar existe en Sacavém (Portugal), en este caso para salvar el curso del río Trançao, una conducción de agua, realizada hacia 1880 y denominada Sifão do Canal do Alviela o Arco do Canal do Alviela, aunque reformado en 1940 en hormigón, adjuntamos una imagen del mismo tras su erección en el siglo XIX.
Otros ejemplos son:
- Los dos sifones en arco sobre el Guadalete y el Majaceite en la Junta de los Ríos (Jerez de la Frontera, Cádiz) proyecto de 1915 en hormigón.
- El paso sobre el Duero del Canal de Riaza en la provincia de Valladolid, este en hormigón y en acero de los 40-50 del siglo XX.

## Galería

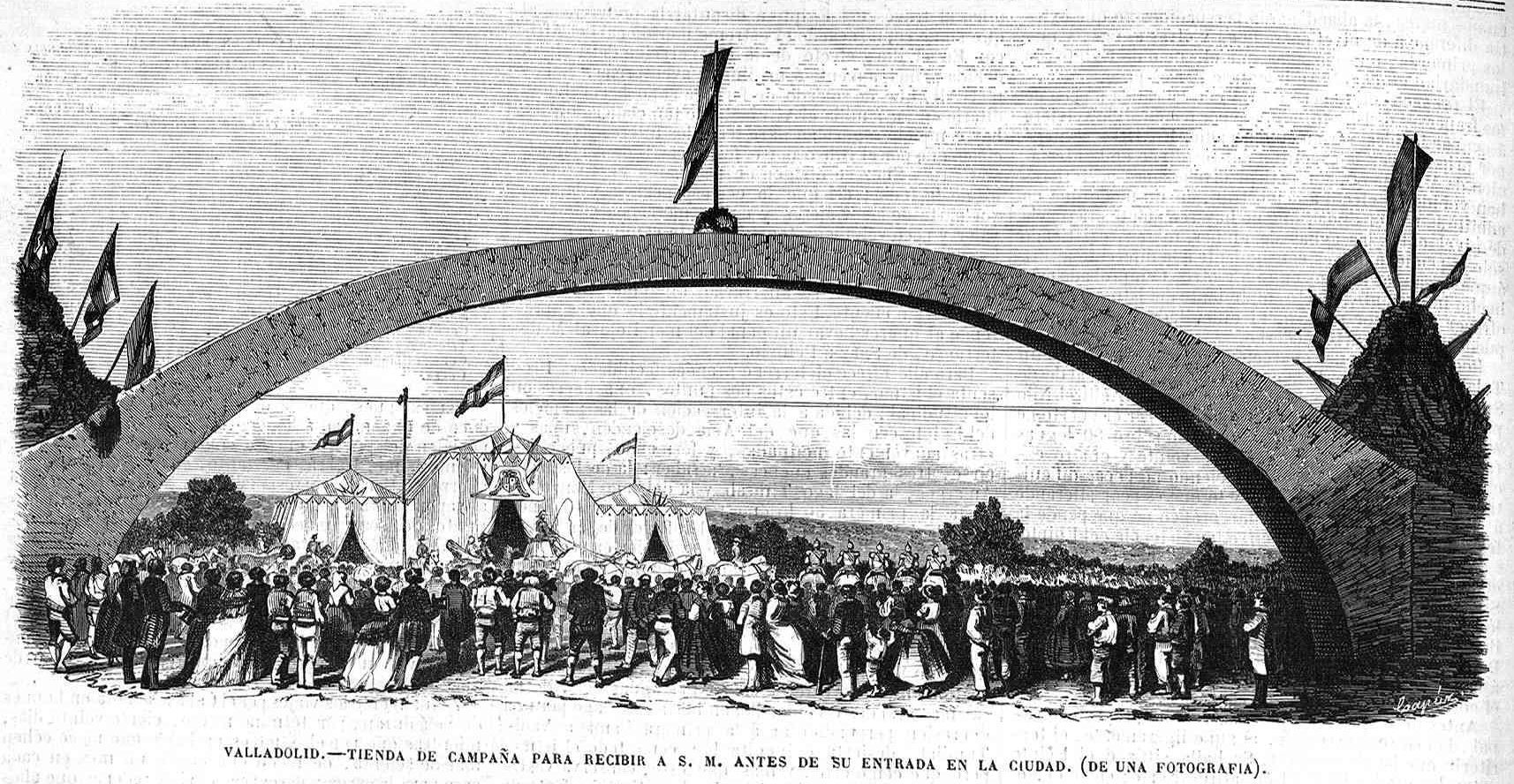
Tienda de campaña para recibir a Isabel II.
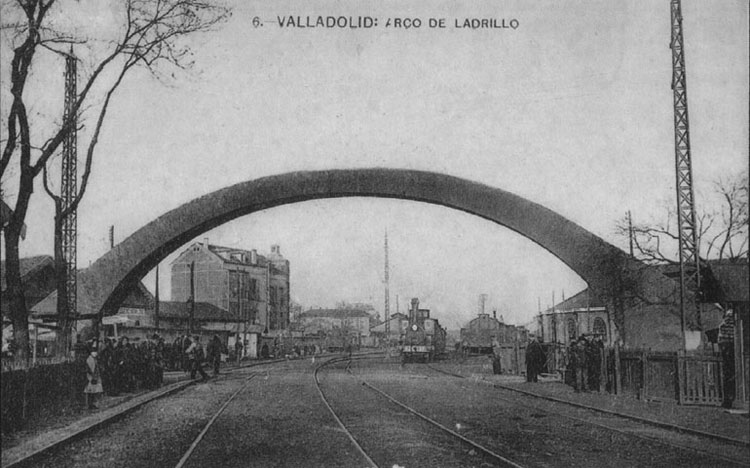
El arco en el siglo XIX.
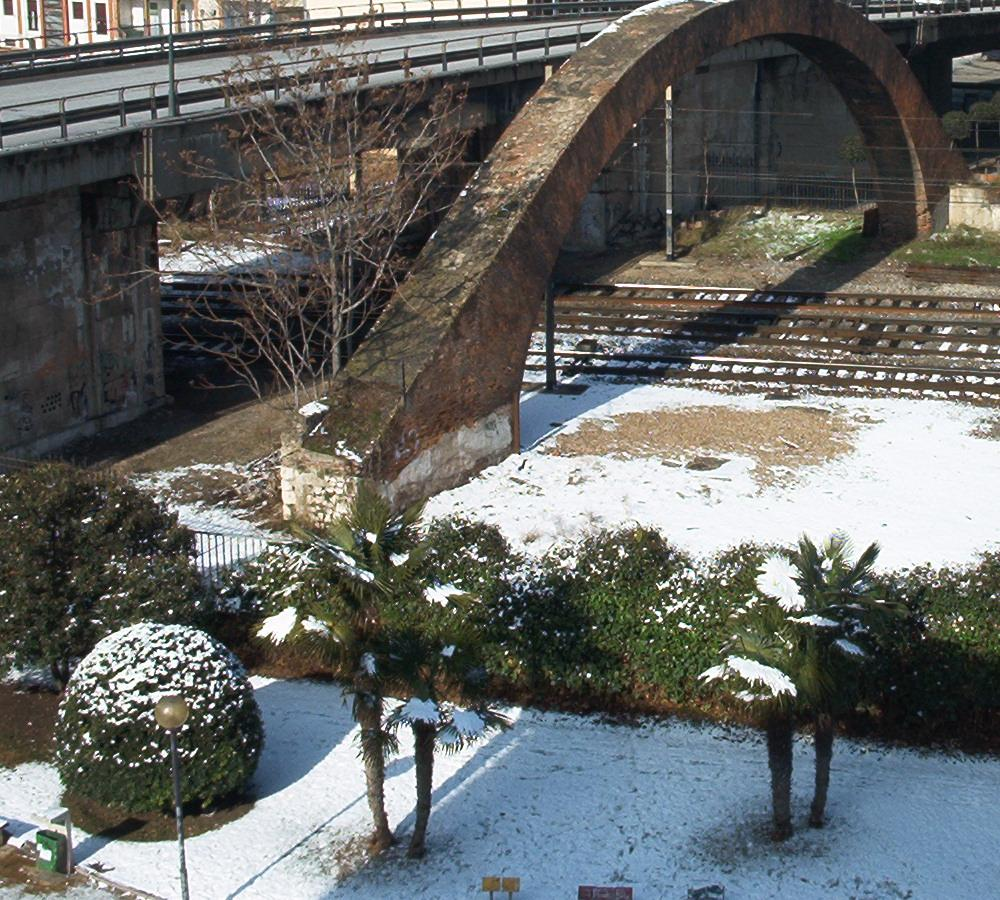
El Arco de Ladrillo nevado en invierno.